# Uzdušnjaci
Uzdušnjaci (Atelocerata), potkoljeno kopnenih člankonožaca (Arthropoda) za koje se smatra da su se razvili od kolutićavaca (Annelida) prijelazom na kopneni način života. Ime su dobili po uzdušnicama ili trahejama, hitinoznih cjevčica razgranjenih po cijelom tijelu, koje im služe za disanje. Stariji naziv je Tracheata.
Pravi traheati dijele se na stonoge (myriapoda) i kukce (insecta), dok je Peripatus protraheat (sinonim za onychophora), živi fosil koji se nije mijenjao stotinama milijuna godina.